# Павлівка (зупинний пункт, Південна залізниця)
Па́влівка — пасажирський залізничний зупинний пункт Полтавської дирекції Південної залізниці.
Розташований біля села Павлівка Світловодського району Кіровоградської області на лінії Бурти — Рублівка між станціями Бурти (6 км) та Світловодськ (6 км).
Станом на березень 2020 року щодня три пари дизель-потягів прямують за напрямком Бурти — Світловодськ/27 км.